# Referenzmodell
Von einem Referenzmodell spricht man, wenn es ein allgemeines Modell für eine Klasse von Sachverhalten ist, das folgende Eigenschaften hat:
- Auf Basis des allgemeinen Modells können spezielle Modelle (als Grundlage für die Konstruktion ganz bestimmter Sachverhalte) geplant werden.
- Das allgemeine Modell kann als Vergleichsobjekt herangezogen werden. Das heißt, es ermöglicht Vergleiche mit anderen Modellen, die die gleichen Sachverhalte beschreiben.
- Es handelt sich um einen konzeptuellen Rahmen, der es erlaubt mit einer verhältnismäßig kleinen Anzahl von Konzepten die relevanten Beziehungen einer Wissensdomäne zu verstehen[1]. Die Relevanz eines solchen Referenzmodells bemisst sich daher nach der Mächtigkeit seiner Konzepte im Sinne der tatsächlich ableitbaren praktischen Konsequenzen.

Das Referenzmodell stellt somit ein Modellmuster bzw. Entwurfsmuster dar, das als idealtypisches Modell für die Klasse der zu modellierenden Sachverhalte betrachtet werden kann. Aufbauend auf abstrakte Referenzmodelle können konkrete spezielle Modelle als Grundlage für die Entwicklung von z. B. Organisationsformen, Prozessen, Hard- und Software und Datenbanken erstellt werden. Auch komplexe Architekturen, die z. B. für die Umsetzung von Industrie 4.0 notwendig sind, können und sollten sich an Referenzmodellen für Architekturen, sog. Referenzarchitekturen, wie es z. B. das Referenzarchitekturmodell Industrie 4.0 ist, ausrichten. Gemäß dem Glossar Industrie 4.0 des Fachausschusses VDI/VDE-GMA 7.21 'Industrie 4.0' ist ein Referenzmodell als Modell definiert, das allgemein genutzt wird und als zweckmäßig anerkannt ist (mit Empfehlungs-Charakter), um spezifische Modelle abzuleiten.
Ein Grund für die Entwicklung von Referenzmodellen ist die Wiederverwendbarkeit von bestehenden Modellen, was eine Kostenreduktion bei der Modellerstellung mit sich bringt. Weiterhin ist die einfache Modifizierbarkeit von Vorteil, da sie zur Erfüllung neuer bzw. geänderter Anforderungen oder zur Anpassung der Modelle an spezifische Anforderungen und unterschiedliche Benutzergruppen beitragen kann. Außerdem kann sie für die generelle Beschreibung von Systemen zum Beispiel bei der Systemauswahl als Vergleichsstandard genutzt werden.

## Begriffsabgrenzung
Vom Metamodell unterscheidet sich das Referenzmodell dadurch, dass das Metamodell die Möglichkeiten der betreffenden Modellart definiert, während das Standardmodell nur ein konkretes Modell ist. Das Metamodell stellt also den Baukasten bereit; das Referenzmodell ist ein einzelnes, beispielhaftes Werk aus den Elementen dieses Baukastens.
Der Übergang zum Standardmodell ist fließend. Während Referenzmodelle als Beispiele angelegt sind, die man an die eigenen Bedürfnisse anpassen soll, sind Standardmodelle mehr oder weniger verbindlich und dementsprechend Anpassungen nicht oder nur beschränkt vorgesehen.

## Arten und Einsatzgebiete
- Standardsoftware-Referenzmodelle beschreiben Strukturen, Funktionen und Abläufe, die in Standardsoftware zum Einsatz kommen.
- Softwareunabhängige Branchenreferenzmodelle dienen der Beschreibung von branchenspezifischen Prozessen und Strukturen.
- Einsatzgebiete: Referenzmodelle werden als Ausgangspunkt der Entwicklung eines spezifischen Unternehmensmodells genutzt, um damit die Modellierung zu vereinfachen. Sie dienen, mit Hinblick auf die Unterstützung bei der Einführung von Standardanwendungssoftware, der Dokumentation. Im Bereich des Benchmarking vergleicht man Referenzmodelle mit Vorgängen in tatsächlichen Unternehmen, um Verbesserungspotentiale zu erkennen. Referenzmodelle dienen auch der Sammlung von Erfahrungswissen. Bei Industrie 4.0 spielen Referenzmodelle eine Rolle in den Bereichen Systemarchitektur, Technische Systeme, leittechnische Funktionen, technisch-organisatorische Prozesse und Aufgaben und Rollen des Menschen in Industrie 4.0.[7]

## Beispiele
- Die Von-Neumann-Architektur ist ein 1945 vorgestelltes und bis heute überwiegend verwendetes Referenzmodell für Computer.
- Netzwerkprotokolle; hier insbesondere OSI-Referenzmodell, TCP/IP-Protokollfamilie
- Die meisten Grafikkarten liegen vom Hersteller der Grafikprozessoren in Referenzbauweise vor; den Herstellern der Grafikkarten liegt es meist frei, diese Bauform zu übernehmen.
- Das SCOR-Modell als Referenzmodell für Prozesse in der Supply Chain.